# Хрящеватенский сельский совет
Хрящеватенский сельский совет (укр. Хрящуватенська сільська рада) — административно-территориальная единица в составе Краснодонского района Луганской области Украины.
Административный центр сельского совета находится в пос. Хрящеватое.

## Населённые пункты совета
- с. Валиевка
- с. Видно-Софиевка
- с. Вишнёвый Дол
- с. Комиссаровка
- с. Терновое
- пос. Хрящеватое

## Адрес сельсовета
94457, Луганская обл., Краснодонский р-н, пос. Хрящеватое, ул. Южная; тел. 99-5-21